# Cyrtandra thibaultii
Cyrtandra thibaultii är en tvåhjärtbladig växtart som beskrevs av Francis Raymond Fosberg och Marie-Hélène Sachet. Cyrtandra thibaultii ingår i släktet Cyrtandra och familjen Gesneriaceae. Inga underarter finns listade i Catalogue of Life.